# Kongres Związków Zawodowych
Kongres Związków Zawodowych (ang. Trades Union Congress, TUC) – brytyjska centrala związkowa działająca od 1868. Zrzesza 48 związków zawodowych, które łącznie liczą około 5 500 000 członków. Od 2023 Sekretarzem Generalnym TUC jest Paul Nowak.

## Historia
TUC założono w latach 60. XIX wieku. Bezpośrednim poprzednikiem TUC był związek Sojusz Zorganizowanych Związków Zjednoczonego Królestwa (ang. United Kingdom Alliance of Organised Trades), założony w Sheffield w 1866, chociaż wysiłki mające na celu rozszerzenie lokalnych związków na organizacje regionalne lub krajowe miały miejsce co najmniej czterdzieści lat wcześniej; w 1822 John Gast utworzył Komitet Klas Użytecznych (ang. Committee of the Useful Classes), czasami określany jako wczesna krajowa rada branżowa.
Pierwsze spotkanie TUC odbyło się w 1868, kiedy Manchester and Salford Trades Council zwołało spotkanie założycielskie w Manchester Mechanics' Institute (przy obecnej Princess Street, a wówczas David Street; budynek znajduje się pod numerem 103). Fakt, że TUC zostało utworzone przez Northern Trades Councils, nie był przypadkowy. Jednym z problemów, który skłonił do podjęcia tej inicjatywy, było przekonanie, że Londyńska Rada Związków (ang. London Trades Council) odgrywała dominującą rolę w ruchu związkowym. Drugie spotkanie TUC odbyło się w 1869 w Oddfellows Hall przy Temple Street w Birmingham, gdzie delegaci dyskutowali na temat ośmiogodzinnego dnia pracy, wyboru ludzi pracujących do parlamentu i kwestii bezpłatnej edukacji.
Podczas kongresu TUC w 1899 przedstawiono wniosek „o zwołanie specjalnej konferencji w celu ustanowienia głosu ludzi pracy w parlamencie”. W ciągu roku odbyła się konferencja i utworzono Komitet Reprezentacji Pracowników (ang. Labour Representation Committee; poprzednik Partii Pracy)”. Główne związki zawodowe zrzeszone w TUC nadal stanowią znaczną część członków zrzeszonych w Brytyjskiej Partii Pracy, ale nie ma formalnego/organizacyjnego powiązania między TUC a partią.
TUC odegrała ważną rolę w strajku generalnym w 1926 i zaczął coraz bardziej wiązać się z Partią Pracy w latach 30. XX w., zapewniając sobie siedem z trzynastu dostępnych miejsc w nowo utworzonej Krajowej Radzie Pracy w 1934. TUC wywierała naciski na Partię Pracy, aby odrzuciła rząd Ramsaya MacDonalda utworzony w celu wprowadzenia cięć wydatków.
W 1945 TUC byłs współzałożycielką Światowej Federacji Związków Zawodowych, a po wystąpieniu z niej 1949 została członkinią-założycielką Międzynarodowej Konfederacji Wolnych Związków Zawodowych.

## Organizacja
TUC jest jedyną centralą związkową o zasięgu ogólnobrytyjskim. Stanowi reprezentację związków zawodowych, które w jej ramach zachowują autonomię i odrębność organizacyjną. Na corocznym kongresie powoływani są delegaci, którzy następnie wybierają Sekretarza Generalnego, Radę Generalną i Komitet Wykonawczy TUC.
Centrala skupia związki o różnej wielkości, lokalnym lub ogólnokrajowym obszarze działania oraz różnorodnym charakterze: zrzeszające wykwalifikowanych pracowników określonego zawodu, branżowe oraz powszechne.
TUC należy do Międzynarodowej Konfederacji Związków Zawodowych, Europejskiej Konfederacji Związków Zawodowych oraz Komitetu Doradczym Związków Zawodowych przy OECD.

## Organizacje członkowskie
W 2024 następujące związki należały do TUC:
- Accord
- Brytyjskie Stowarzyszenie Dietetyczne (ang. British Dietetic Association, BDA)
- Gildia Pisarzy Wielkiej Brytanii (ang. Writers' Guild of Great Britain, WGGB)
- Dyplomowane Towarzystwo Fizjoterapii  (ang. Chartered Society of Physiotherapy, CSP)
- Stowarzyszenie Stewardów (ang. Association of Flight Attendants, AFA)
- Stowarzyszenie Pracowników Krajowej Rady Budownictwa Domowego (ang. National House Building Council Staff Association, NHBCSA)
- Stowarzyszenie Inżynierów Lokomotyw i Strażaków (ang. Associated Society of Locomotive Engineers and Firemen, ASLEF)
- Krajowy Związek Zawodowy Górników (ang. National Union of Mineworkers, NUM)
- Związek Zawodowy Muzyków (ang. Musicians' Union, MU)
- Stowarzyszenie Pracowników Najemnych Transportu (ang. Transport Salaried Staffs' Association, TSSA)
- Krajowy Związek Dziennikarzy (ang. National Union of Journalists, NUJ)
- Związek Zawodowy Strażaków (ang. Fire Brigades Union, FBU)
- GMB
- Sprawiedliwość (ang. Equity)
- Stowarzyszenie Pilotów Brytyjskich Linii Lotniczych (ang. British Airline Pilots' Association, BALPA)
- Związek Zawodowy Robotników Sklepowych, Dystrybucyjnych i Pokrewnych (ang. Union of Shop, Distributive and Allied Workers, USDAW)
- Stowarzyszenie Funkcjonariuszy Służby Więziennej (ang. Prison Officers Association, POA)
- Krajowe Stowarzyszenie Nauczycieli, Związek Kobiet Nauczycieli (ang. National Association of Schoolmasters Union of Women Teachers, NASUWT)
- Szkocki Instytut Edukacji (ang. Educational Institute of Scotland, EIS)
- FDA
- Stowarzyszenie Konsultantów i Specjalistów Szpitalnych (ang. Hospital Consultants and Specialists Association, HCSA)
- Krajowe Stowarzyszenie Kuratorów Sądowych (ang. National Association of Probation Officers, NAPO)
- Nautilus UK
- Krajowy Związek Zawodowy Pracowników Kolei, Morskich i Transportu (ang. National Union of Rail, Maritime and Transport Workers, RMT)
- Towarzystwo Radiologów (ang. Society of Radiographers, SoR)
- UNISON
- Związek Zawodowy Pracowników Komunikacji (ang. Communication Workers Union, CWU)
- Stowarzyszenie Piłkarzy Zawodowych (ang. Professional Footballers' Association, PFA)
- Krajowy Związek Zawodowy Nauczycieli (wal. Undeb Cenedlaethol Athrawon Cymru, UCAC)
- Związek Zawodowy Brytyjskiego Towarzystwa Ortoptycznego (ang. British Orthoptic Society Trade Union, BOSTU)
- Królewska Szkoła Podologiczna (ang. Royal College of Podiatry, RCPod)
- Postęp (ang. Advance)
- Związek Zawodowy Usług Publicznych i Komercyjnych (ang. Public and Commercial Services Union, PCS)
- Stowarzyszenie Psychologów Edukacyjnych (ang. Association of Educational Psychologists, AEP)
- Związek Zawodowy Pracowników Nationwide Group (ang. Nationwide Group Staff Union, NGSU)
- Szansa (ang. Prospect)
- Społeczność (ang. Community)
- Związek Zawodowy Uniwersytetów i Uczelni (ang. University and College Union, UCU)
- Unite the Union (Unite)
- Krajowe Stowarzyszenie Personelu Wyścigowego (ang. National Association of Racing Staff, NARS)
- Krajowe Stowarzyszenie Dyrektorów Nauczycieli (ang. National Association of Head Teachers, NAHT)
- Królewskie Kolegium Położnych (ang. Royal College of Midwives, RCM)
- Związek Zawodowy Artystów Anglia (ang. Artists' Union England, AUE)
- Unia Edukacji Narodowej (ang. National Education Union, NEU)
- Krajowe Towarzystwo Edukacji w zakresie Sztuki i Projektowania (ang. National Society for Education in Art and Design, NSEAD)
- Związek Zawodowy Aegis (ang. Aegis the Union, Aegis)
- Zjednoczona Unia Transportu Drogowego (ang. United Road Transport Union, URTU)
- Związek Zawodowy Piekarzy, Pracowników Przemysłu Spożywczego i Pokrewnych (ang. Bakers, Food and Allied Workers Union, BFAWU)